# Album tuyển tập
Album tuyển tập, đôi khi được gọi là album chọn lọc, album hay nhất (tiếng Anh: album greatest hits hoặc best-of) là một ấn phẩm đặc biệt của một nghệ sĩ hoặc một nhóm nghệ sĩ. Hầu hết các ca khúc đều là những sáng tác nổi tiếng của họ, được đánh giá cao bởi khán giả và các nhà chuyên môn. Đôi khi để tạo thêm ấn tượng, những người phát hành thường bổ sung những ca khúc được remix lại từ những sáng tác nổi tiếng, thậm chí thêm cả những phần mới. Thông thường, album tuyển tập bao gồm bản thu gốc đã tạo nên tên tuổi của nghệ sĩ.